# Меризвил (Мичиген)
Меризвил (Мичиген) (енгл. Marysville) град је у америчкој савезној држави Мичиген. По попису становништва из 2010. у њему је живело 9.959 становника.

## Демографија
Према попису становништва из 2010. у граду је живело 9.959 становника, што је 275 (2,8%) становника више него 2000. године.
| Група             | 2000.         | 2010.         |
| Белци             | 9.435 (97,4%) | 9.595 (96,3%) |
| Афроамериканци    | 17 (0,2%)     | 34 (0,3%)     |
| Азијати           | 42 (0,4%)     | 62 (0,6%)     |
| Хиспаноамериканци | 112 (1,2%)    | 177 (1,8%)    |
| Укупно            | 9.684         | 9.959         |